# Hindenburg-program

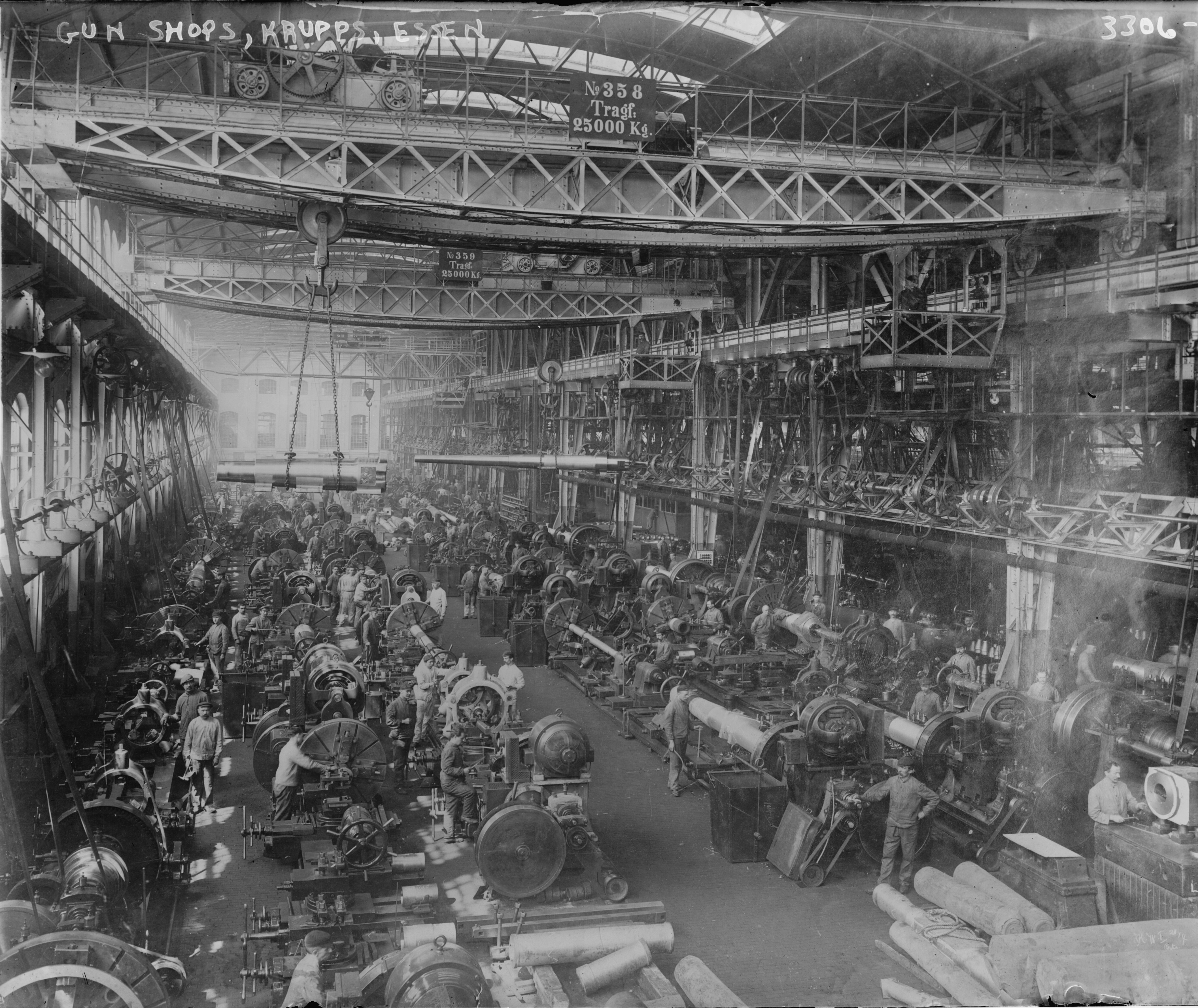
Nehézlövegek gyártása az esseni Krupp-művek egyik üzemében 1917-ben

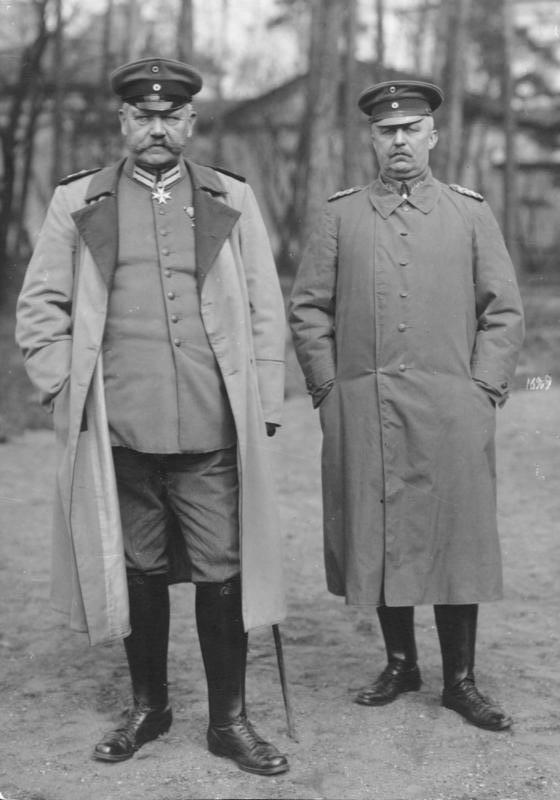
Paul von Hindenburg és Erich Ludendorff 1916 szeptemberében

Hindenburg-program volt a megnevezése Németország azon fegyverkezési és gazdasági programjának az első világháborúban, melyet 1916 őszén indított el Paul von Hindenburg és Erich Ludendorff tábornokok vezette felső katonai vezetés. Kettejüket azután nevezték ki a legfelsőbb főparancsnokság élére, hogy Erich von Falkenhayn tábornokot 1916. augusztus 28-án menesztették és ők az új programmal igyekeztek a német ipar teljesítményét megduplázni, jelentősen növelve a lőszer- és fegyvergyártást.

## Előzmények – a „harmadik OHL” kinevezése
1916. augusztus 29-én Paul von Hindenburg tábornagy és Erich Ludendorff tábornok lettek kinevezve a legfelsőbb katonai parancsnokság (Oberste Heeresleitung, röviden: OHL) vezetőivé, miután a tisztséget 1914 szeptembere óta betöltő Erich von Falkenhaynt menesztették. Hindenburg és Ludendorff az ezt megelőző két évben a keleti front német haderőinek voltak a parancsnokai (Oberbefehlshaber der gesamten Deutschen Streitkräfte im Osten, röviden: Ober Ost). Az újonnan kinevezett vezetőket „harmadik OHL” megnevezéssel is emlegették. Hindenburg és Ludendorff előzőleg erősítéseket kért Falkenhayntól, hogy döntő hadjáratot vezethessenek a cári Oroszország ellen és rosszallóan nyilatkoztak róla e segítség megtagadása miatt. Falkenhayn úgy vélte, hogy Oroszország ellen nem lehet döntésre vinni a harcot, és a fő hadszíntér pedig a nyugati front. Röviddel azután, hogy Falkenhayntól átvették vezetést, a két új vezetőnek be kellett látnia, hogy Falkenhaynnak igaza volt abban, hogy a nyugati front a fő front a háborúban, még annak ellenére is, hogy az oroszok a Bruszilov-offenzíva megindításával káoszt okoztak keleten (1916. június 4.–szeptember 20.) és Románia is hadba lépett az antant oldalán augusztus 28-án.

### A cambrai-i konferencia

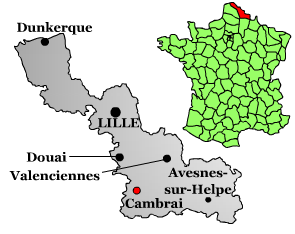
Cambrai Franciaország Nord départment-jében

Szeptember 8-án Hindenburg és Ludendorff Cambrai-ban konferenciát tartott a nyugati haderő (Westheer) hadseregparancsnokaival a frontvonalon tartott ellenőrző körútjuk során. Mindkettőjüket kiábrándította a Westheer leharcolt állapota és a lövészárok-hadviselés, ami éles ellentétben állt azzal, amivel eddig a keleti fronton találkoztak. A verduni csata és a somme-i csata nagy veszteségekkel jártak. A Somme-nál június 24. és augusztus 28. között 122 908 fő volt a német veszteség. Itt 29 hadosztályt vetettek be és szeptemberre naponta egy hadosztályt kellett kivonni az arcvonalból és pótolni egy frissel. A Heeresgruppe Deutscher Kronprinz (Német Koronaherceg Hadseregcsoport) jelentése alapján Verdunnél valamivel jobb volt a helyzet, de a hadseregcsoport mögötti sorozóhelyek a veszteségek 50-60%-át tudják csak pótolni. Július-augusztus folyamán a Westheer tábori tüzérsége 587 vasúti szállítmánynak megfelelő mennyiségű lövedéket lőtt el, miközben csak 470 vasúti szállítmányra való mennyiséget kapott. A fellépő lőszerhiány pedig egyre csak fokozódott.
A Somme-tól északra harcoló 1. német hadsereg augusztus 28-án a következőket jelentette:
A teljes csata során adódó komplikációk csak részben voltak visszavezethetők az ellenséges hadosztályok számbeli fölényére, melyek közül 12 vagy 13 állt szemben nyolc német hadosztállyal a csatatéren és a gyalogságunk számára teljes mértékben érezhető volt ezáltal az angolok és a franciák fölénye a közelharcban. A csata során a legsúlyosabb tényező az ellenség fölénye a lőszermennyiség területén. Ez lehetővé teszi a repülőgépekkel kiváló módon támogatott tüzérsége számára a lövészárkaink elpusztítását és a gyalogságunk szisztematikus leharcolását. … A pozícióink lerombolása olyan átfogó, hogy a legelső vonal csupán fedezéket nyújtó bombatölcsérekből áll. 
- az 1. hadsereg főparancsnokságának helyzetértékelése, 1916. augusztus 28.
A németek tudtak arról, hogy 1916. január 27-én a britek elfogadták a katonai szolgálatról szóló törvényt (Military Service Act), mely a sorozást is érintette, és ezzel a Somme-nál elszenvedett hatalmas veszteségeik ellenére sem lesznek nehézségeik az élőerő pótlásával. Augusztus végén a német katonai hírszerzés azzal számolt, hogy a Franciaországban lévő 58 brit hadosztályból 18 frissen fel volt töltve. A franciák helyzete az élőerőt tekintve nem volt ilyen jó, de a hátország besorozhatók utáni átfésülésével és a sorozás fokozásával a gyarmatokon pótolni tudják a veszteségeiket, míg az 1918-ban besorozhatóvá váló korosztály 1917 nyarán rendelkezésre nem áll. A Franciaországban harcoló 110 francia hadosztályból 16 volt tartalékban és további 10-11 hadosztályra tehettek szert a harcban megfáradtaknak a csendesebb frontvonalakra való áthelyezésével és helyettük onnan áthelyezettek bevetésével.
Ludendorff négyszemközt beismerte a helyzet súlyosságát Hermann von Kuhl altábornagynak, a Heeresgruppe Kronprinz Rupprecht von Bayern (Bajorországi Rupprecht Koronaherceg Hadseregcsoport) törzsfőnökének, aki a naplójában a következőket jegyezte fel:
Beszéltem … négyszemközt Ludendorff-fal (a helyzet egészéről). Egyet értettünk abban, hogy a háború nagymértékű pozitív kimenetele már nem lehetséges. Csak kitartani tudunk és a legjobb lehetőséget kell megragadnunk a békekötéshez. Túl sok súlyos hibát követtünk el ebben az évben.
1916. szeptember 8.
Augusztus 29-én Hindenburg és Ludendorff átszervezte a nyugati fronton lévő hadseregcsoportokat, melynek során a Flandriában harcoló 4. hadsereget leszámítva a front aktív részén lévő összeset bevonta a hadseregcsoport-struktúrába. Az adminisztratív átszervezés megkönnyítette az élőerő és a felszerelés elosztását, de ez önmagában még nem oldotta meg a számbeli hiányosságokat és a növekvő francia-brit fölényt a fegyverek és lőszerek darabszámát tekintve. Új hadosztályokra volt szükség és az ezekhez szükséges élőerő kiállításának továbbá az 1916-os év veszteségeinek pótlásának meg kellett találni a módját. Az antant élőerőfölényét nem lehetett felülmúlni, de Hindenburg és Ludendorff az OHL hadműveleti részlegénél szolgáló Max Bauer altábornagy ötleteit vették elő, mely további ipari mobilizációt irányzott elő a hadseregnek a Franciaország területén kibontakozott „anyagcsatára” való felkészítéséhez, ami a következő évben még tovább fokozódhatott.

## A Hindenburg-program megvalósítása

### A bürokrácia megszervezése
A program elfogadása után a „harmadik OHL” fő adminisztratív újítása a Kriegsamt felállítása volt 1916. november 1-ével a vasúti szakértőnek számító Wilhelm Groener tábornok vezetésével. Az új hivatalt azzal a szándékkal hozták létre, hogy megkerüljék vele a hadügyminisztériumot és létrehozzanak egy parancsnoki elven működő gazdaságot, katonai szervezettel a kezelhetőség megkönnyítése érdekében. A Kriegsamton belül hat alárendelt részleget állítottak fel bürokratikus irányvonalak mentén.

### A hadsereg átszervezése

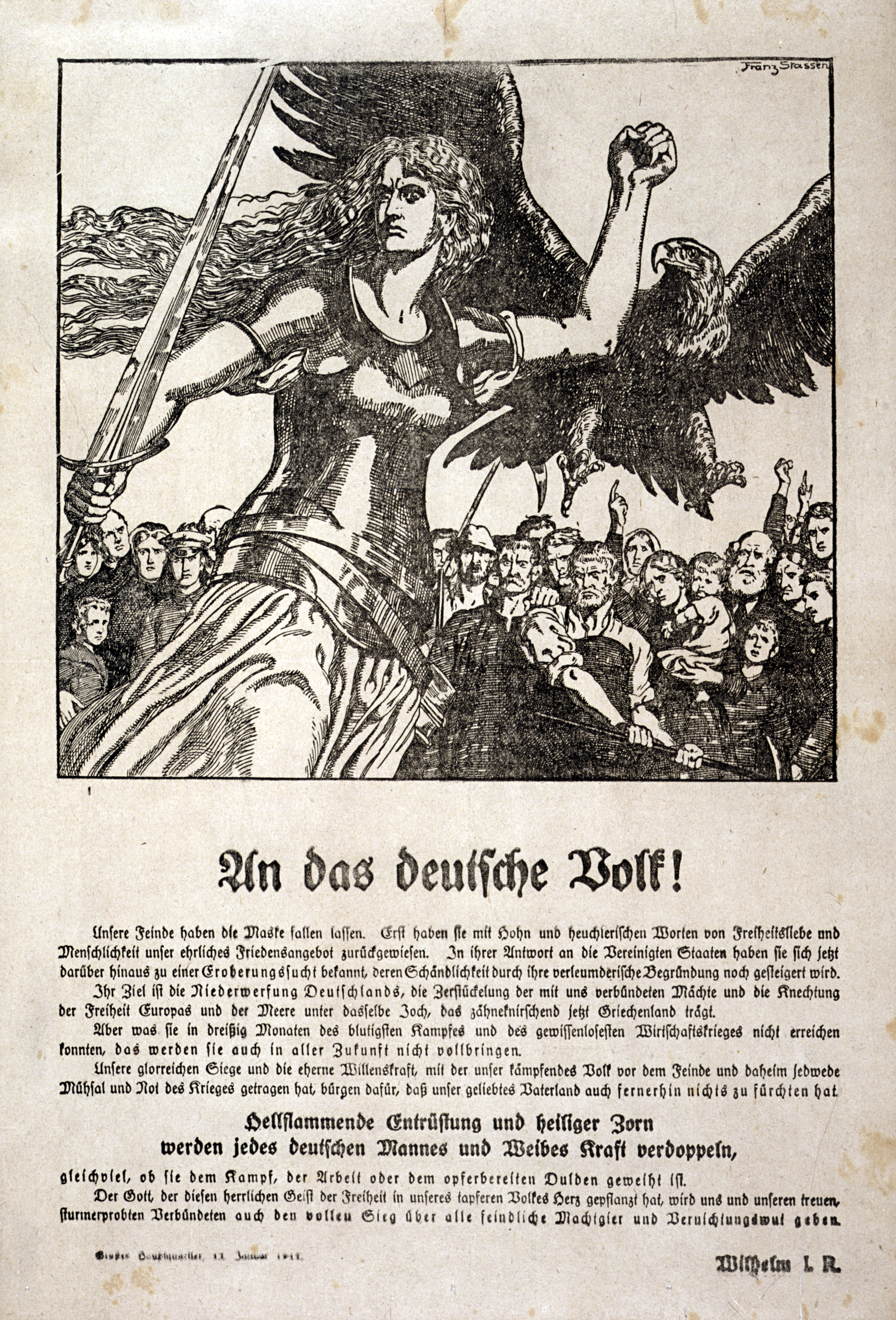
Vilmos császárnak az antantot a német békejavaslat elutasítása miatt bíráló beszédét idéző plakát 1917-ből

Hindenburg és Ludendorff belügyi változtatásokat követeltek a stratégiájuk végrehajtásának érdekében. A német munkások helyzetét módosították az újonnan elfogadott „honi segédszolgálati törvény” (Gesetz über den vaterländischen Hilfsdienst) alapján, ami 1916 novemberétől minden 16 és 50 év közötti német polgárt szolgálatra kötelezett. Az új programban foglaltak szerint a tüzérségi lövegek és géppuskák előállítását meg kellett háromszorozni, a lőszergyártást és a tábori mozsarak előállítását pedig meg kellett duplázni. A német haderő növelése és a hadianyagtermelés növelése rivalizálást eredményezett a hadsereg és az ipar között. 1916 elején a német hadsereg 900 000 embert vonultatott be, és újabb 300 000-et márciusban, mikor az 1897-es születésű korosztály is besorozhatóvá vált. A hadsereg a jelentős emberanyag miatt azt tervezte, hogy az idősebb katonákat leszereli, de evvel együtt is a nyár folyamán Falkenhayn újabb 18 hadosztály felállítását rendelte el. Ezzel a német hadsereg összesen 175 hadosztállyal rendelkezett volna már. A verduni és a somme-i csaták jelentős emberveszteséggel jártak és az itt harcoló hadosztályokat már pár napnyi harc után ki kellett vonni a frontvonalból. A Somme-nál egy hadosztály 14 napot töltött az első vonalban. Számos hadosztályt kivonhattak volna a Westheerből és más frontokon vethették volna be őket támadólag. Hindenburg és Ludendorff további négy – a 18 helyett 22 – hadosztály felállítását rendelte el, amivel 1917 elejére Németország már 179 hadosztállyal kellett rendelkezzen.
Falkenhayn úgy hozta létre az új hadosztályokat, hogy a korábbiak gyalogezredeinek számát négyről háromra csökkentette, nem pedig a hadsereg emberállományának bővítésével. A Hindenburg és Ludendorff által felállított új hadosztályokat a hátországi egységek állományából, illetve nagyobb részt az 1916-ban erősen megfogyatkozott tartalékokból töltötték fel. Bár az újonnan besorozottak növelték a tartalékok számát, a hadosztályok erejének fenntartása jóval nehezebb lett a számuk növelése miatt. Az 1898-as születésű korosztály 1916 novemberi behívásával a tartalék 763 000 főre nőtt 1917 februárjára, de a nagyobb méretű hadsereg veszteségei is egyre nagyobbak lettek. Ernst von Wrisberg ezredes és Landsknechtführer (a Porosz Hadügyminisztérium új egységek felállításáért felelős vezetője) erős kétségeket fogalmazott meg afelől, hogy bölcs döntés lenne-e hadsereg méretét növelni, de Ludendorff felülbírálta őt.

### A lőszerellátás kezelése

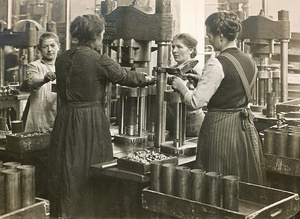
Német asszonyok egy töltényhüvelyeket előállító gyárban 1916 táján

A német hadsereg az 1916-os évet megfelelően ellátottan kezdte mind az ágyúk, mind a lövedékek számát tekintve. A verduni csata kezdetén a tábori tüzérséghez 8,5 millió, a nehéztüzérséghez 2,7 millió lövedékkel rendelkeztek. Négy millió lövedéket lőttek el a csata első tíz napja alatt és az 5. hadseregnek 34 vonatszerelvénynek megfelelő mennyiségre volt szüksége naponta. A somme-i csata tovább csökkentette a német lőszertartalékokat, és mikor a gyalogságnak el kellett hagynia az elülső lövészárkot, az akadályok hiányát kompenzálandóan lőtt zárótűzre egyre nagyobb igény lett. A háború és a tengeri blokád előtt a robbanószerekhez való nitrátokat Chiléből importálták. A termelést csak azért tudták fenntartani, mert a német vegyipar képes volt szintetizált nitrátokat előállítani a légköri nitrogénből, de ez hosszadalmas folyamat volt. Falkenhayn ideje alatt a lőszer és tüzérségi eszközök beszerzése a legyártható kivetőtöltetek mennyiségéhez volt igazítva, mivel a megfelelő kivetőtöltetek és robbanótöltetek nélkül értelmetlen lett volna a lövedékek legyártása. Hindenburg és Ludendorff azonban tűzerővel akarták helyettesíteni az élőerőt és figyelmen kívül hagyták a célok és eszközök összehangolását.

### A robbanószerek biztosítása
Az új fegyverek lőszerigényének kielégítéséhez Hindenburg és Ludendorff a havonta legyártott kivetőtöltetek tömegét 12 000 tonnára akarták növelni. 1916 júliusában az akkori igényeket fedező 8000–10 000 tonnás előirányzott termelési mennyiséget megemelték, de a 2000 t növekmény soha nem állt arányban a lőfegyverek számának megduplázásával-megháromszorozásával. Az ipari mozgósításnak teljesítenie kellett a Hindenburg-programban foglaltak szerint a képzett munkaerő számának növelését is azzal is, hogy a frontról visszahívtak képzett munkásokat vagy mentesítették őket a besorozás alól. A frontról visszahívottak száma az 1916 végi 1,2 millióról (akik közül 740 000 volt harctéri szolgálatra alkalmas) 1917 októberére 1,64 millióra, 1917 novemberére 2 millió fölé növekedett (közülük 1,16 millió volt katonai szolgálatra alkalmas). A Hindenburg-program által támasztott igények felgyorsították az élőerőhiány miatti válságot és a korlátozottan rendelkezésre álló nyersanyagok miatt a kitűzött célokat nem lehetett teljesíteni.

### Hatása a hadigazdaságra
A Hindenburg-programnak a december 6-án elfogadott, segédszolgálatról szóló törvény nyújtott alapot. A német hadsereg leszerelt 125 000 képzett munkást, hogy azok a hadianyagtermelésben vehessenek részt, 800 000 munkást pedig felmentettek a besorozhatóság alól 1916 szeptemberétől 1917 júliusáig. 1917 februárjában az acéltermelés 252 000 tonnával elmaradt a várakozásoktól, a robbanóanyagtermelés pedig 1100 tonnával maradt el a kitűzött céltól. Mindez hozzájárult Ludendorff azon döntéséhez, hogy visszavonja csapatait a Hindenburg-vonal mögé. A fellépő hiányok ellenére 1917 nyaráig a Westheer tüzérségének állománya 5300 tábori lövegről 6700-ra, a nehéztüzérségé 3700-ról 4300-ra növekedett. A lövegek között számos újabb típusú volt, jobb teljesítőképességgel. A géppuskagyártás mértéke lehetővé tette, hogy minden hadosztály rendelkezzen 54 nehéz- és 108 könnyűgéppuskával. A géppuskás mesterlövészalakulatok (Maschinengewehr-Scharfschützen-Abteilungen) számát is növelni tudták. A megnövelt termelés azonban nem volt elegendő ahhoz, hogy az új hadosztályokat felszereljék, és a már meglévő hadosztályok, melyek még mindig két tüzérdandárral (bennük két-két tüzérezreddel) rendelkeztek, elveszítették az egyik tüzérezredüket és a dandárparancsnokságukat, így ezután már csak három ezreddel bírtak. Az ellenség ugyanekkor jelentősen jobban volt ellátva géppuskákkal: 1917 elején egy brit hadosztály 64 nehéz- és 192 könnyűgéppuskával, egy francia hadosztály 88 nehéz- és 432 könnyűgéppuskával rendelkezett.

### Kényszermunka alkalmazása
A hadifoglyok, illetve deportált belga és lengyel állampolgárok kényszermunkába állítása 1915 augusztusában vette kezdetét. 1915. augusztus 15. és 1916. május 13. között három szigorítást tartalmazó dekrétumot adtak ki. 1916. október 26-án 729 munkanélküli illetve „munkakerülő” embert gyűjtöttek be, 1917. február 10-ig összesen 115 deportálási akciót hajtottak végre. Az OHL azon reménye, hogy hetente 20 000 munkást szerezzenek, nem teljesült, mivel összesen csak 60 847 embert tudtak deportálni. A hadsereg a belga állampolgárokat olyan táborokba szállította, ahol tudatosan keményen bántak velük annak érdekében, hogy munkavállalói szerződések aláírására kényszerítsék és ezzel „önkéntesekké” tegyék őket. A fogolytáborokban a körülmények olyannyira rosszak voltak, hogy néhány hónap alatt 1316 fogvatartott meghalt. A megszorítások ellenére mindössze 13 376 belga hajlott a munkavállalásra, mivel a kegyetlen bánásmód inkább keltett haragot és elkeseredést bennük. A pápa elítélte a deportálásokat és a semleges államokban, főként az USA-ban ezek nagyobb felháborodást keltettek, mint a franc-tireurök elleni 1914 augusztusi megtorlások óta bármi. Számos nagyvárosban tüntetéseket tartottak, miközben Woodrow Wilson elnök közvetítési próbálkozásai nem jártak sikerrel. Az Egyesült Államokban 1916–1917 telén még inkább megerősödött az antant melletti szimpátia.

## Értékelése
Ludwig von Mises osztrák liberális gazdaságtörténész a Hindenburg-programot „parancsgazdaságnak” nevezte. A „hadigazdaság számára fontossággal nem bíró” vállalkozásokat bezárták, hogy az itt lekötött munkaerőt bevonhassák a háborús erőfeszítésekbe. A segédszolgálati törvényt erőteljesen bírálta a Szociáldemokrata Párt (SPD), a Centrumpárt és a Haladó Néppárt (FVP) is azzal a váddal, hogy az OHL ennek révén igyekszik létrehozni egy parancsok kiadásával működtetett gazdaságot a munkásosztály rovására. A törvény széleskörű engedményeket tartalmazott a munkások számára, létrehozva egy bizottságot is azok betartásának felügyeletére. Hindenburg később az engedményeket elégtelennek nevezte, „pozitívan károsnak” ítélve meg őket. A fogva tartott munkásokban rejlő lehetőségeket kiaknázni igyekvő nagyiparosok megriadtak attól, hogy a munkásbizottságokkal és békéltető szervezetekkel való együttműködésre kényszeríthetik őket. A törvény célja az volt, hogy a munkások helyhez kötésével központilag irányíthatóvá tegyék a munkaerő elosztását. A munkáltatók által várt extraprofit mértékét korlátozták a magasabb bérezéssel. A „harmadik OHL” próbálkozása a hadigazdaság kényszerítő módszerekkel való átszervezésére nem járt sikerrel, de a törvénnyel sikerült a gyengébb fizikummal rendelkező munkásokkal helyettesíteni azokat, akik inkább megfeleltek a katonai szolgálatnak. A munkásszervezeteknek tett engedmények hasznosnak bizonyultak a szakszervezetekkel való együttműködés fenntartásához az 1917-es zavargások idején.
A német hadsereg 1916-ban rendelkezett a legtöbb katonával és a Hindenburg-program azt is kitűzte célul, hogy az élőerőre nehezedő nyomást a harci eszközök számának növelésével csökkentse. 1917-ben a Westheer sikeresen fel tudta tartóztatni a franciákat és a briteket a nyugati fronton, miközben a keleti és az olasz fronton támadólag tudott fellépni. Az antant azonban még nagyobb mértékben tudta növelni a termelését, mint Németország a Hindenburg-program révén. Ezt az ipari versenyt Németország nem nyerhette meg, a program pedig tovább növelte a munkaerőhiányt. A német védelmi taktikák elméleti változtatásai nagyobb hatásúak voltak, mint a hadsereg méretének növelése vagy a fegyverek számának növelése. Az 1917-es brit támadások sokkal veszélyesebbek voltak az előző évieknél, de a németek is javítani tudtak a védekezési taktikájukon ezek kivédésére. Az 1916. július 1. és november 18. között vívott somme-i csata során a Westheer 500 000 embert veszített, majd a Nivelle-offenzíva fő elemének számító második aisne-i csata (1917. április 16.–május 9.) alatt további 163 000 embert. A harmadik yperni csata (1917. július 31.–november 10.) újabb 217 000 fős német veszteséggel járt.
A harmadik yperni csata veszteségei vezettek ahhoz, hogy a német zászlóaljak létszáma 750 főről 640 főre csökkent, októberben pedig a 4. hadsereg mögötti vasútvonalakon a torlódások további hiányok fellépéséhez vezettek. A 4. hadsereg 800 000 katonája és 200 000 lova naponta 52, egyenként 35 vagonból álló vonatszerelvényre való ellátmányt igényelt. A tűzerőn alapuló védelmi rendszerre való átállás a Hindenburg-program révén előállított nagyobb számú fegyver és muníció frontra juttatásához több vonatszerelvényt igényelt. Július 28-án a 4. hadsereg 19 szerelvényre való lőszert lőtt el, amivel meghaladta az eddigi legnagyobb, a Somme-nál elért napi értéket (16 szerelvény). Október 9-én a 4. hadsereg 27 vonatszerelvényre való lőszert használt fel, a csata során összesen 18 millió darab lőszert. A lőszerszállító vonatoknak az ellátmányszállítókkal és a csapatszállítókkal kellett versengenie, ami komoly nehézségeket okozott a Rupprecht Koronaherceg Harccsoportnak (Heeresgruppe Kronprinz Rupprecht). Az embereket, a lovakat és az üzemanyagot a mezőgazdasági termeléstől vonták el, ami az 1917-es kedvezőtlen időjárással járó gyenge terméssel viszont élelmiszerhiányt és az élelmiszerárak inflációját okozta, ez pedig Németországot a kiéhezés szélére vitte az 1918-as év végére.
Hasonló fejlesztési program volt a Német Császári Haditengerészet számára az 1917-ben meghirdetett Scheer-program, mely egyoldalúan a tengeralattjárókkal folytatandó kereskedelmi háborúra helyezte a fő hangsúlyt és a korlátlan tengeralattjáró-háború megvívásához igyekezett biztosítani a kellő számú harceszközt.

## Fordítás
- Ez a szócikk részben vagy egészben  a   Hindenburg Programme című angol Wikipédia-szócikk ezen változatának fordításán alapul.  Az eredeti cikk szerkesztőit annak laptörténete sorolja fel. Ez a jelzés csupán a megfogalmazás eredetét és a szerzői jogokat jelzi, nem szolgál a cikkben szereplő információk forrásmegjelöléseként.
- Ez a szócikk részben vagy egészben  a   Hindenburg-Program című német Wikipédia-szócikk ezen változatának fordításán alapul.  Az eredeti cikk szerkesztőit annak laptörténete sorolja fel. Ez a jelzés csupán a megfogalmazás eredetét és a szerzői jogokat jelzi, nem szolgál a cikkben szereplő információk forrásmegjelöléseként.

### Könyvek
- Asprey, R. B.. The German High Command at War: Hindenburg and Ludendorff and the First World War, Warner Books, New York: William Morrow (1994). ISBN 978-0-7515-1038-6
- Feldman, G. D.. Army, Industry and Labor in Germany 1914–1918, Berg repr., Princeton: Princeton University Press (1992). ISBN 978-0-85496-764-3
- 1917: Tactics, Training and Technology. Loftus, NSW: Australian History Military Publications (2007). ISBN 978-0-9803-7967-9
  - Foley, R. T.. The Other Side of the Wire: The German Army in 1917 (2007) (in: Dennis and Grey 2007)
- Kennedy, Paul. The Rise and Fall of the Great Powers: Economic Change and Military Conflict from 1500 to 2000. New York: Fontana (1989). ISBN 978-0-67972-019-5
- Strachan, H.. The First World War: To Arms. Oxford: OUP (2001). ISBN 978-0-19-926191-8
- Watson, A.. Ring of Steel: Germany and Austria-Hungary at War, 1914–1918, pbk. repr. Penguin, New York: Basic Books (2015). ISBN 978-0-14-104203-9
- Wilhelm Deist: Militär und Innenpolitik im Weltkrieg 1914–1918 (= Quellen zur Geschichte des Parlamentarismus und der politischen Parteien. Reihe 2: Militär und Politik. 1). 2 Bände. Droste, Düsseldorf 1970.
- Gerald D. Feldman: Armee, Industrie und Arbeiterschaft in Deutschland 1914 bis 1918. Dietz, Berlin u. a. 1985, ISBN 3-8012-0110-4 (Zugleich: Princeton NJ, Universität, Dissertation, 1966).
- Erich Ludendorff (Hrsg.): Urkunden der Obersten Heeresleitung über ihre Tätigkeit 1916/18. Mittler, Berlin 1920.

### Újságok
- Tooley, T. Hunt (2014). „The Hindenburg Program of 1916: A Central Experiment in Wartime Planning”. The Quarterly Journal of Austrian Economics, Auburn, AL 2 (2), 51–62. o, Kiadó: Ludwig von Mises Institute. DOI:10.1007/s12113-999-1012-0. ISSN 1098-3708. 4633501923. (Hozzáférés: 2017. szeptember 15.)[halott link]

## További olvasmányok
- (2005. augusztus 2.) „The Economics of World War I: A Comparative Quantitative Analysis”, Coventry, Kiadó: Department of Economics, University of Warwick. WWItoronto2. (Hozzáférés: 2017. december 9.)
- Hardach, G.. The First World War, 1914–1918, New pbk., Pelican History of World Economics in the Twentieth Century, London: Penguin (1987). ISBN 978-0-14-022679-9
- Laqua, Daniel. The Age of Internationalism and Belgium, 1880–1930: Peace, Progress and Prestige. Manchester: Manchester University Press (2015). ISBN 978-0-7190-9737-9
- Offer, A.. The First World War: An Agrarian Interpretation. London: Clarendon Press (1989). ISBN 978-0-19821-946-0
- Offit, P. A.. Pandora's Lab: Seven Stories of Science Gone Wrong. Washington, DC: National Geographic (2017). ISBN 978-1-4262-1798-2

## Külső linkek
- Auxiliary Service Law 1916 (a Hilfsdienstgesetz angol nyelven)
- A. Ritschl: The Pity of Peace: Germany’s Economy at War, 1914–1918 and beyond
- DHM – Das Hindenburg-Programm (a Deutsches Historisches Museum honlapján)

## Lásd még
- Totális háború